# Laurel Clark
Laurel Blair Salton Clark (Ames, 10 marzo 1961 – Texas, 1º febbraio 2003) è stata un'astronauta statunitense vittima dell'incidente dello Shuttle Columbia.

## Biografia
Laurel Clark nacque nell'Iowa il 10 marzo 1961. Nel 1983 ha ottenuto il Bachelor of science in zoologia presso l'Università del Wisconsin-Madison e, sempre nella stessa università, nel 1987 ha conseguito il dottorato in medicina. Nell'aprile del 1996 è stata selezionata come astronauta dalla NASA. Dopo aver seguito l'addestramento è stata scelta come specialista di missione. È stata assegnata alla missione STS-107 dell'inverno 2003.
Sposata con Jon e con un figlio, morì il 1º febbraio 2003 nell'incidente dello Shuttle Columbia. Il giorno prima di morire ha inviato a suo figlio Iain di otto anni, a familiari e amici una e-mail. Oggi Laurel Clark riposa nel Cimitero nazionale di Arlington, Virginia.